# Schematyczna sztuka iberyjska
Schematyczna sztuka iberyjska – nazwa określająca lokalny zespół sztuki prehistorycznej. Schematyczna sztuka iberyjska rozwinęła się na półwyspie Iberyjskim w epoce neolitu (chalkolitu). Swoim zakresem obejmowała obszar od południa półwyspu w rejonie dzisiejszych Kadyksu, aż po Estramadurę w Portugalii oraz Sierra Morenę.
Do zabytków schematycznej sztuki iberyjskiej należą malowidła skalne, występujące przeważnie w schroniskach skalnych w pobliżu zespołów megalitycznych. Niekiedy obecne są na ścianach dolmenów. Malowidła przedstawiają schematyczne (tj. uproszczone) postacie ludzi i zwierząt. Po raz pierwszy dzieła schematycznej sztuki iberyjskiej skatalogował Henri Breuil w latach 1913–1919.